# 婁星区
婁星区（ろうせい-く）は中華人民共和国湖南省婁底市に位置する市轄区。

## 行政区画
- 街道：長青街道、楽坪街道、花山街道、黄泥塘街道、大科街道、漣浜街道、大埠橋街道
- 鎮：杉山鎮、万宝鎮、石井鎮、水洞底鎮、蛇形山鎮
- 郷：双江郷